# Nodaria assimilata
Nodaria assimilata är en fjärilsart som beskrevs av Alfred Ernest Wileman 1911. Nodaria assimilata ingår i släktet Nodaria och familjen nattflyn. Inga underarter finns listade i Catalogue of Life.